# Odontomachus malignus
Odontomachus malignus es una especie de hormiga del género Odontomachus, familia Formicidae. Fue descrita científicamente por Smith en 1859.
Se distribuye por Borneo, Indonesia, Malasia, Filipinas, Palaos y Papúa Nueva Guinea. Habita en la vegetación costera.